# Sporobolus cryptandrus
Sporobolus cryptandrus là một loài thực vật có hoa trong họ Hòa thảo. Loài này được (Torr.) A.Gray miêu tả khoa học đầu tiên năm 1848.

## Hình ảnh

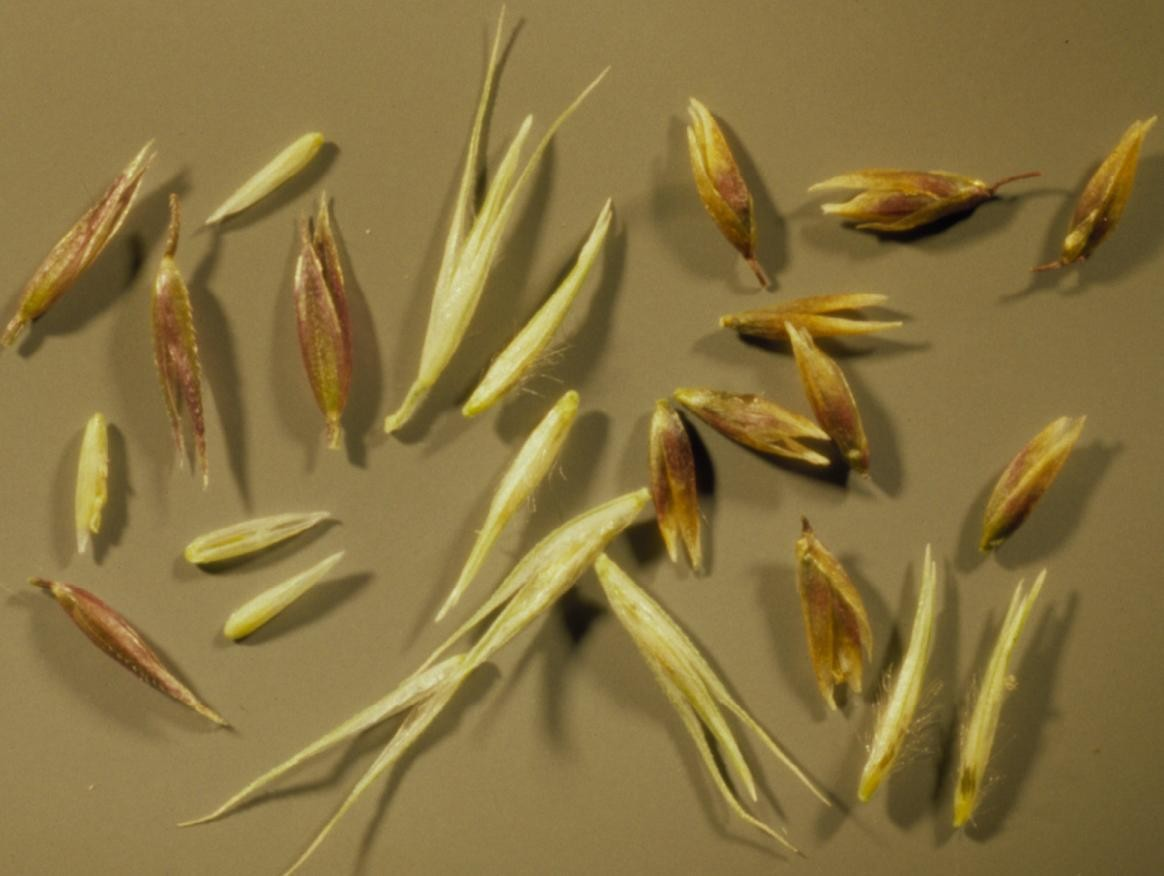
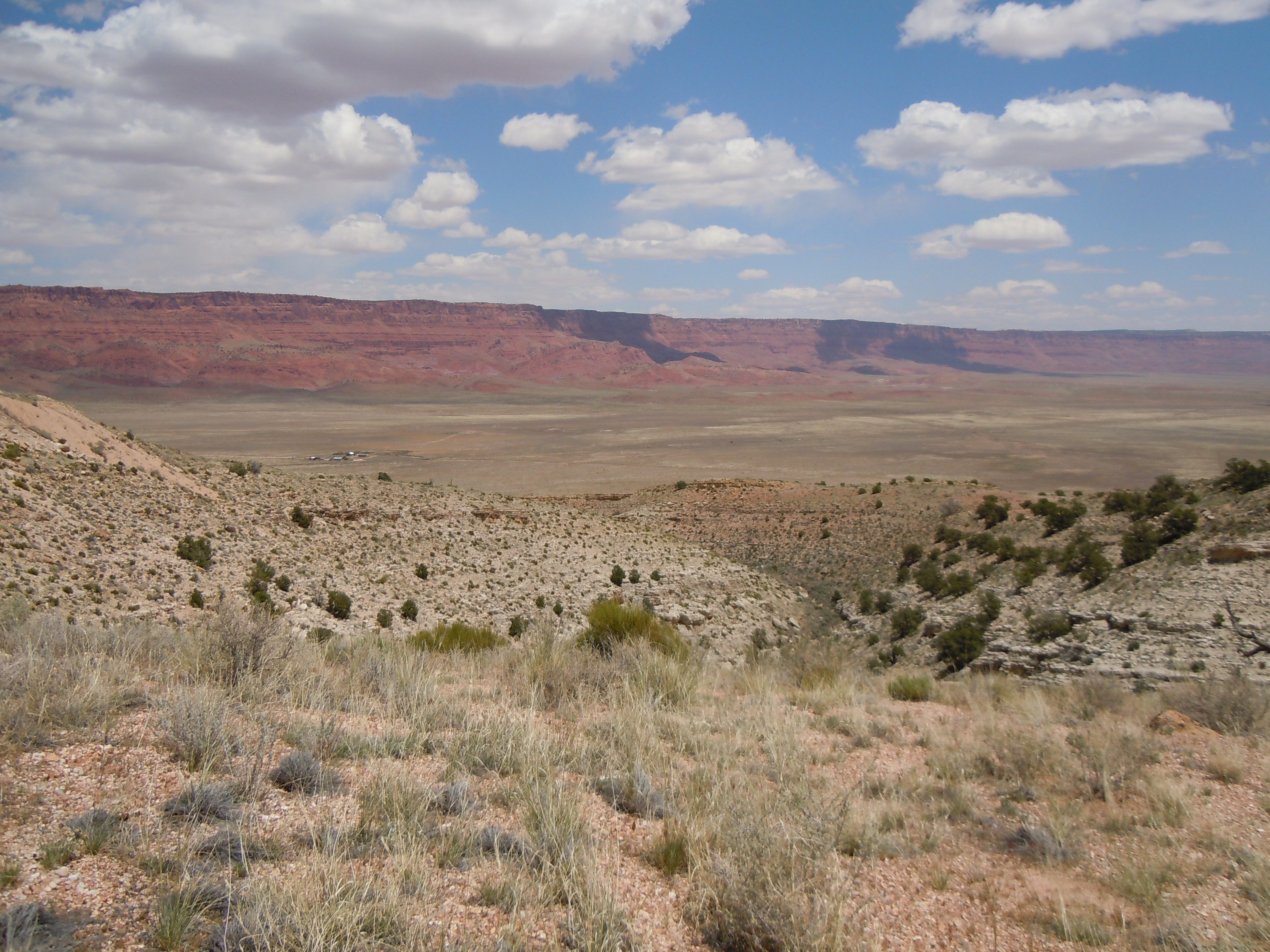
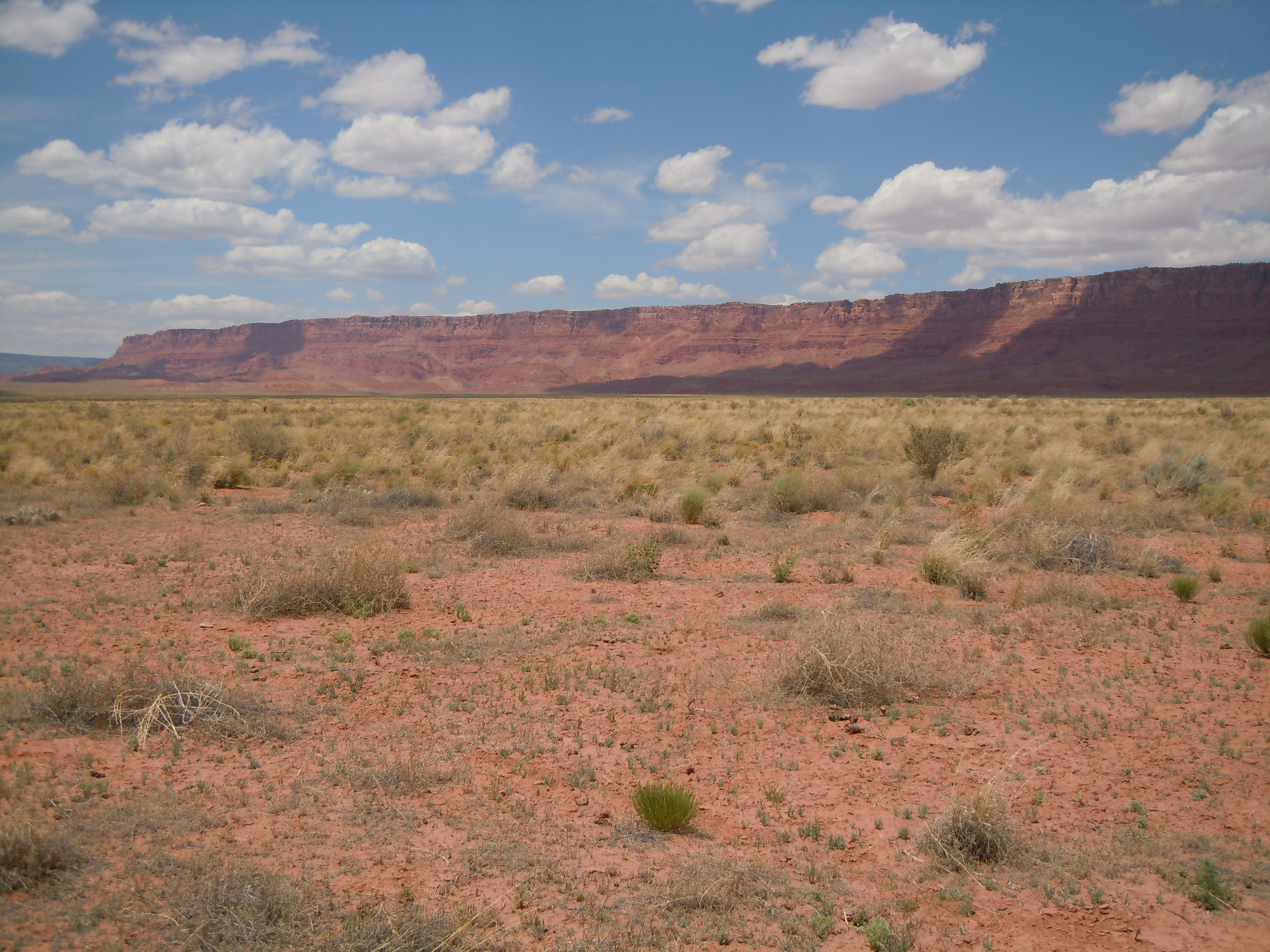
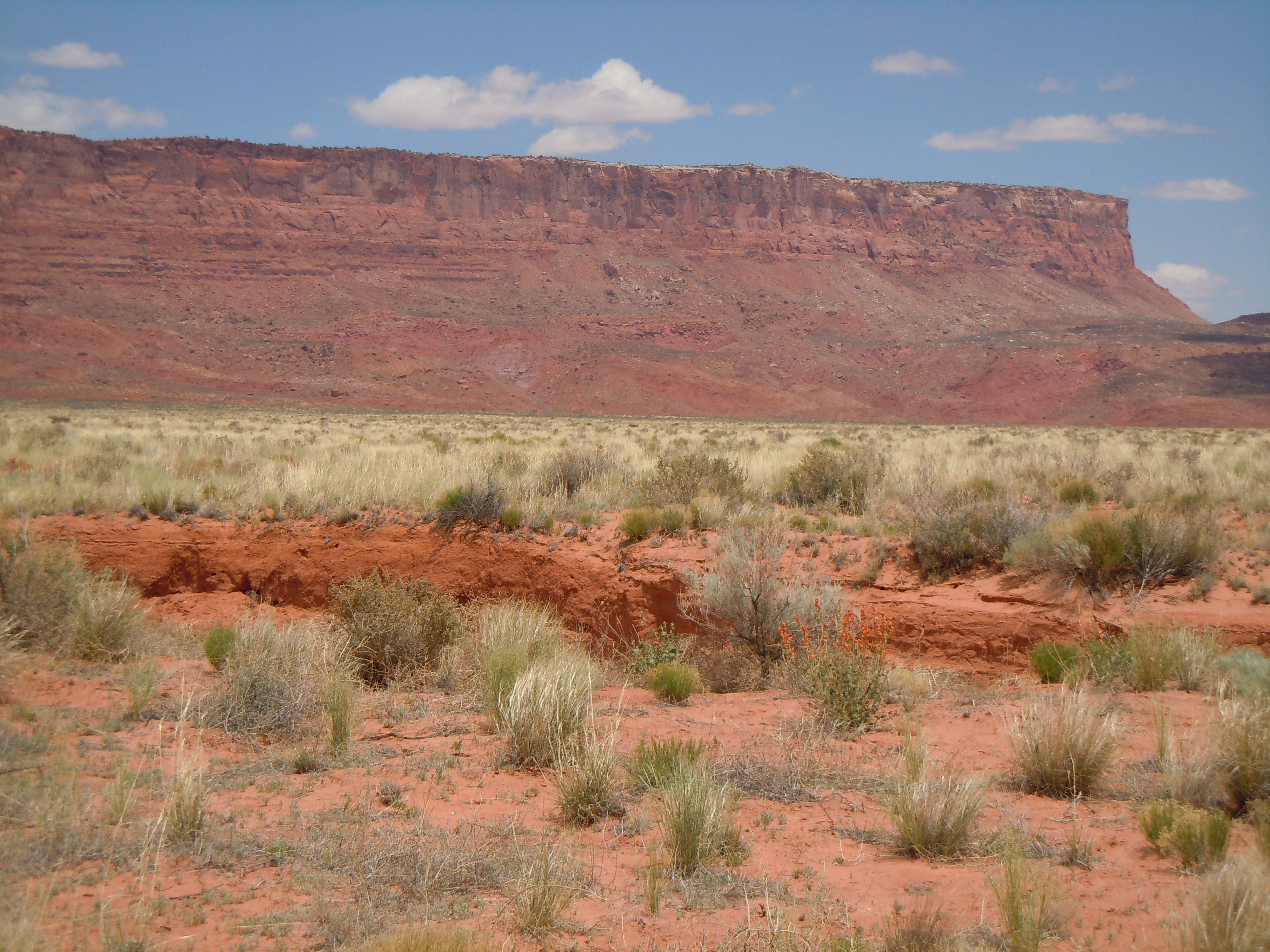